# Achmad Rifa'i
Achmad Rifa'i est un héros national d'Indonésie, penseur musulman opposé à la colonisation néerlandaise.